# Wieża telewizyjna w Ałmaty
Wieża telewizyjna w Ałmaty (kaz. Алматы теледидар мұнарасы) – wieża radiowo-telewizyjna o wysokości 371,5 m w Ałmaty, w Kazachstanie. Budowana w latach 1975–1983, w 2025 roku była najwyższą wolnostojącą rurową, stalową konstrukcją na świecie.